# Oldham County (Kentucky)
Oldham County is een county in de Amerikaanse staat Kentucky.
De county heeft een landoppervlakte van 490 km² en telt 67.607 inwoners (volkstelling 2020). De hoofdplaats is La Grange.

## Bevolkingsontwikkeling

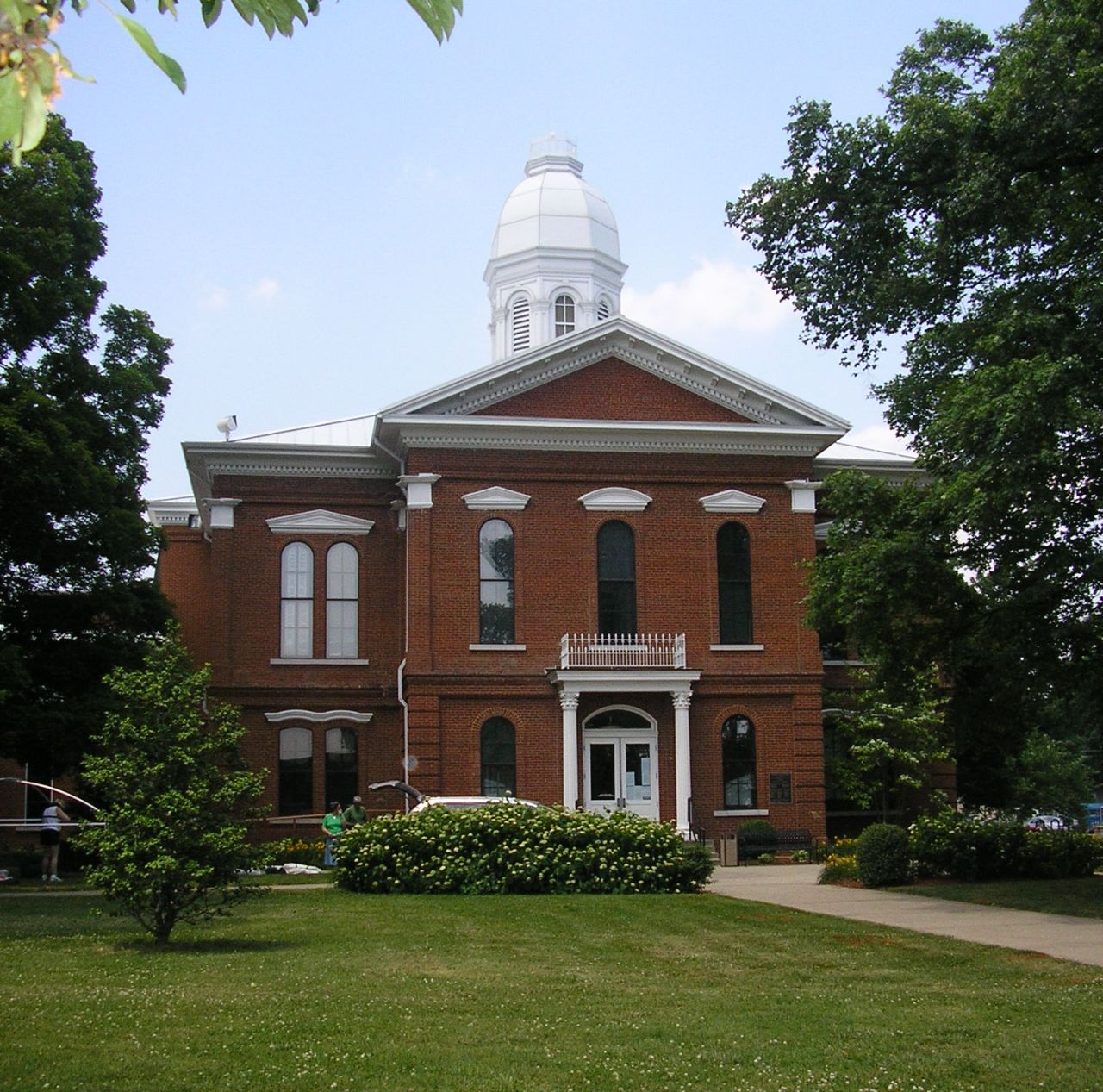
Oldham County Courthouse